# Merritt Moore
Merritt Moore (nació el 24 de febrero de 1988) es una bailarina estadounidense e investigadora de física cuántica. Su obra artística consiste en incorporar la ciencia con la danza a través del uso de robots.

## Primeros años de vida
Merritt Moore nació en Los Ángeles, California, hija de Alice Chu-Hoon Moore (coreana) y Schuyler Moore (estadounidense). Ella también tiene una hermana. La gimnasia fue el primer deporte en el que Moore participó mientras crecía. Más tarde, Moore descubrió su amor por las matemáticas y la danza. Empezó a bailar cuando tenía trece años. A sus quince años viajó a Viterbo, Italia, donde conoció a Irina Rosca, quien había sido bailarina profesional del Ballet Nacional de Rumania. Moore empezó a tomar clases de danza con Rosca durante su estancia en Italia y, cuando estudió en Harvard, se unió al grupo de baile dirigido por estudiantes, donde entrenó con los bailarines profesionales Damian Woetzel y Heather Watts.

## Carrera

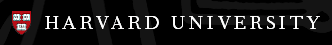
Logotipo de la Universidad de Harvard.

Merritt Moore estudió la Universidad de Harvard y se especializó en física. En su último año en Harvard, ganó la beca Michael von Clemm, un programa de intercambio entre las universidades de Harvard y Oxford abierto. En 2011, se graduó magna cum laude de Harvard y después se fue a la Universidad de Oxford de 2012 a 2017, donde obtuvo su doctorado en Física Atómica y Láser. De 2022 a 2024, trabajó Artista Distinguida en Residencia y Profesora Adjunta de Práctica en la Universidad de Nueva York en Abu Dhabi, donde enseñó Robótica Creativa y Tecnología.  Actualmente continúa trabajando en la intersección del ballet y la robótica, y ha sido asesora e intérprete en grandes eventos, como el Foro Económico Mundial.

### Residencia
Merritt Moore completó una residencia en el ArtLab de la Universidad de Harvard. Durante este tiempo, trabajó con robots para crear una coreografía de danza en la que participan un humano y un robot. El proyecto involucró las artes visuales, el cine y el ballet. También utilizó un brazo robótico UR10e, que es un robot con múltiples aplicaciones y capacidades industriales, como ensamblaje y manipulación de materiales. Para este proyecto, Moore colaboró con Alice Williamson, una artista escénica radicada en Londres con experiencia en artes visual. En general, el proyecto tenía como objetivo explorar «cómo la Inteligencia Artificial puede inspirar y ampliar la creatividad humana a través del lenguaje de la danza».

### Investigación
La investigación de Merritt Moore se centra en la computación cuántica. Su primer proyecto de investigación, publicado en 2013, trata del uso de un sistema de qubits y puertas CPHASE para intentar crear un sistema de computación cuántica más eficiente. Su segundo artículo, publicado en 2016, trata sobre el desarrollo de un sistema que combina la computación cuántica con la computación clásica implementada en servidores separados. En este artículo, los investigadores probaron si las mediciones de luz podrían usarse para transportar información de forma segura entre diferentes servidores.

### Ballet
Moore comenzó a bailar profesionalmente en 2008, mientras cursaba su segundo año en Harvard, al ser aceptada como bailarina profesional en el Ballet de Zurich. Posteriormente se unió al Boston Ballet, donde protagonizó La Bayadère y El Cascanueces. Después de graduarse en Harvard, Moore interpretó El lago de los cisnes y El cascanueces con el Ballet Nacional Inglés. También actuó con robots en el London Contemporary Ballet Theater. Moore también practicó la Sinfonía en do mayor de George Balanchine en el Ballet Nacional Noruego.

## SASters
Merritt Moore fundó SASters, una iniciativa que se traduce como Hermanas Ciencia-Arte. El propósito de esta iniciativa es ayudar a mujeres jóvenes a encontrar un interés en las carreras STEM (Ciencia, Tecnología, Ingeniería y Matemáticas). De la misma manera, SASters alienta a las niñas a incorporar tanto la ciencia como el arte en sus vidas.  El grupo también reúne a quienes siguen carreras en la intersección de la ciencia y el arte.  SASters tiene una página de Instagram @sasters_squad y un sitio web.

## Apariciones públicas y logros
La carrera de Merritt Moore como educadora científica la llevó a hablar en TEDxOxbridge, donde habló sobre cómo se sintió cuando comenzó a bailar y cómo su perspectiva sobre la danza ha cambiado después de trabajar con óptica cuántica de forma profesional. Durante esta aparición, realizó un dueto con Adam Kirkham. Moore fue invitada a hablar en la Cumbre de Mujeres de Forbes en Nueva York. En marzo de 2019, Moore habló en la Embajada de los Estados Unidos en Londres durante un panel sobre Mujeres en STEM, donde presentó la importancia de tener más mujeres involucradas en carreras en STEM. En 2019, fue invitada a hablar en el Departamento de Física de la Universidad de Princeton y habló sobre su trayectoria en el ballet y la física, y de cómo se conectan estas dos disciplinas.
Moore actuó en la BBC como concursante del programa Astronauts: Do You Have What It Takes? El programa recibió candidatos que fueron evaluados física y mentalmente, para ver quién tenía aptitudes para convertirse en astronauta. Merritt fue seleccionada junto con otros doce postulantes. Ella mencionó que quería ser astronauta desde niña, cuando aprendió a identificar constelaciones en la noche con su padre. Moore tiene la historia sobre su vida y logros en Good Night Stories for Rebel Girls 2, escrita por Francesca Cavallo y Elena Favilli. Este libro documenta a 100 mujeres que han logrado cosas increíbles en sus vidas. La revista Glamour presentó a Merritt Moore en su concurso "Las diez mejores mujeres universitarias".
Merritt ha bailado ballet en lugares poco convencionales como el Museo Victoria y Alberto. En colaboración con Darren Johnson, Merritt creó una experiencia de realidad virtual en el Teatro Barbican de Londres. Este trabajo creativo consistió de una meditación y la aplicación del concepto de energía de punto cero, que sostiene que la energía está en todas partes, incluso donde menos esperamos que esté. Asimismo, Moore fue invitadoa al Imagine Film Festival de Nueva York en 2017. También trabajó con Inés Vogelfang para crear una película que llamaron 'Dualidad'.
Merritt Moore apareció en Forbes 30 Under 30 en 2018, cuando tenía 29 años. Forbes 30 Under 30 reconoce a personas menores de treinta años que son consideradas de trayectoria notable.